# Марица Владимировна
Марица (Мария) Владимировна (ум. 20 января 1146) — русская княжна, дочь Владимира Мономаха, жена претендента на византийский престол лже-Диогена.
Мария была выдана отцом замуж за объявившегося в начале XII века на Руси человека, который выдавал себя за погибшего в 1087 году в бою с печенегами Льва Диогена, сына византийского императора Романа IV. Русские летописи именуют его царевичем «Леоном Девгеничем». Великий князь Киевский Владимир Мономах признал самозванца настоящим императорским сыном и решил поддержать его претензии если и не на византийский престол, то на ряд византийских городов на Дунае, где он намеревался создать зависимое от Киева государственное образование под номинальным главенством лже-Диогена.
В. Н. Татищев сообщает, что брак Марии с «царевичем Леоном» состоялся 20 июля 1104 года. Но к этим его сведениям нужно относиться с осторожностью: очевидно, он реконструировал события в соответствии с собственными представлениями о том, как всё могло развиваться. Леона он ошибочно называл сыном императора Алексея, а сам брак, по его мнению, был заключен в Константинополе.
По одной из версий, Мономах выделил для своей дочери и её мужа переяславский город Воинь. При раскопках на месте этого города был найден нагрудный крест с надписью на греческом: «Господи, помоги рабу твоему Леону». Предполагается, что он мог принадлежать лже-Диогену.
В 1116 году Владимир Мономах под предлогом возвращения престола «законному» цесаревичу, начинает войну против Византии. При поддержке Мономаха, лже-Диогену удалось овладеть многими дунайских городами, в числе которых входил Доростол, очевидно, ставший временной резиденцией самозванца. Однако утвердиться на Дунае «царевичу» не удалось: 15 августа того же 1116 года лже-Диоген был убит в Доростоле двумя наемными убийцами, подосланными к нему императором Алексеем I Комнином.
У Марии и «Леона» остался сын Василько (его также называли Василько Маричинич/Маричич — в честь матери), названный, очевидно, в честь Мономаха, христианским именем которого было Василий. После смерти лже-Диогена киевский князь не прекратил войны на Дунае, действуя теперь в интересах «царевича Василия». В том же 1116 году он посадил в завоеванные самозванцем города своих воевод. Императору Алексею, однако, удалось выдавить русские отряды с Дуная и отвоевать Доростол. Мир с Византией был установлен лишь после смерти императора Алексея и восшествия на престол его сына Иоанна Комнина. Внучка Мономаха была выдана замуж за сына императора Иоанна — по наиболее распространённой версии, за Алексея Комнина.
Сын Марицы и Лже-Диогена Василько Леонович погиб в 1135 году в одной из междоусобиц русских князей под Переяславлем, сражаясь на стороне сына Мономаха Ярополка с черниговскими князьями.
Сама Марица, по-видимому, жила в монастыре в Киеве и умерла в 1146 году. Лаврентьевская летопись так пишет об этом: «Toe же зимы преставися благоверная княгини Марица, дщи Володимеря, месяца того же в 20, в неделю; а в понедельник вложена бысть в гроб в своей церкви, в ней же и пострижеся».